# Alejandro Ruzo
Alejandro Ruzo (San Fernando del Valle de Catamarca, 1885 - 1939) fue un legislador, jurisconsulto y político argentino. Fue dirigente de la Unión Cívica Radical Antipersonalista. Entre 1925 y 1930 fue senador por la provincia de Catamarca.
Estudió abogacía en la Universidad de Buenos Aires, en donde luego se desempeñó como profesor. Fue además asesor jurídico de diversos gobiernos y miembro de la Academia Nacional de Derecho y Ciencias Sociales.

## Obras de su autoría
- Origen de las asociaciones obreras en la República Argentina,
- Política social
- Curso de finanzas y de legislación financiera argentina.